# Min bror Karim
|  | Denne artikel er oprettet af botten PalnaBot ud fra en ekstern database. Den kan derfor have sproglige fejl eller mangler. Denne skabelon kan fjernes efter kontrol af indholdet. |

Min bror Karim er en kortfilm fra 2011 instrueret af Asger Krøjer Kallesøe efter eget manuskript.

## Handling
Min bror Karim er filmen om de to afghanske brødre Sami på 9 år og Karim på 17. Efter at have mistet deres mor i krigen, er de flygtet fra deres krigsramte hjemland til Danmark i håbet om at kunne bo hos deres herboende morfar. Fulde af håb om et bedre liv skal Sami og Karim vænne sig til deres nye tilværelse hos en morfar, de knap nok kender og i et land, så fremmed fra deres eget. Morfaren, der selv er tynget af et liv som flygtning, kan ikke tage sig så godt af de to brødre og Sami og Karims nye liv viser sig hurtigt ikke at leve op til deres håbefulde forestillinger'